# PFK Sokol Saratow
PFK Sokol Saratow (russisch Профессиональный футбольный клуб «Сокол») ist ein Fußballverein aus der russischen Stadt Saratow. Die Vereinsfarben sind Blau-Weiß. Der Vereinsname leitet sich vom russischen Namen des Falken: Сокол ab.

## Vereinsgeschichte
- bis 1937: Dynamo Saratow
- 1938: Lokomotiw Saratow
- 1946: Dynamo Saratow
- 1954: Energija Saratow
- 1957: Lokomotiw Saratow
- 1961: Trud Saratow
- 1962: Sokol Saratow
- 1995: Sokol-PScheP Saratow
- 1998: Sokol Saratow
- 2005: Sokol-Saratow
- 2010: Sokol Saratow

Nach dem Zerfall der Sowjetunion wurde der Verein im Jahr 1992 in die neugegründete, zweitklassige 1. Division eingeteilt. In der Saison 2001 spielte der Verein erstmals in der Premjer-Liga und belegte am Ende der Spielzeit den achten Tabellenplatz. Sokol konnte sich aber nicht in der Liga halten und stieg nach der Saison 2002 wieder ab. 2005 ist der Verein aus der russischen 1. Division abgestiegen. Anstatt in der 2. Division zu spielen entschied sich die Vereinsführung in der Amateurliga zu spielen. 2006 stieg Sokol jedoch in die drittklassige 2. Division, Gruppe Ural-Powolschje auf, wo 2007 als 12. von 14 der Klassenerhalt erreicht werden konnte. 2014 nach dem Gewinn der Staffelmeisterschaft Zentrum in der 2. Division konnte der erneute Aufstieg in die 1. Division gefeiert werden. 2017 folgte erneuter Absturz in die dritte Spielklasse.
Die größten Erfolge waren das Erreichen des Halbfinales des sowjetischen Pokals (1966/67) und des russischen Liga-Pokals (2000/01).

## Erfolge
- Meister der 1. Division: 2000
- Meister der 2. Division: 2014

## Bekannte ehemalige Spieler
| Russland - Nikita Andrejew - Denis Kolodin - Dmitri Kusnezow - Renat Sabitow - Andrei Semjonow - Wladimir Tatartschuk - Oleg Weretennikow - Dmitri Wjasmikin - Wladimir Muchanow | GUS und ehemalige Sowjetunion - Vladislavs Gabovs - Ruslan Baltijew - Jewgeni Tarassow - Ruslan Lewyha - Maksim Shatskix - Henads Blisnjuk - Wital Trubila | Europa - Srđan Pecelj |

## Trainer
- Igor Walerejewitsch Tschugainow (2012–2015)